# Ivan Utrobin
Ivan Stepanovitj Utrobin (ryska: Иван Стеԓанович Утробин) , född den 10 mars 1934, död den 25 juni 2020, var en sovjetisk längdåkare som tävlade under 1960-talet. Hans främsta merit är ett olympiskt brons på 4 x 10 km (1964).